# Tin Ujević
Tin Ujević (Vrgorac, 5. srpnja 1891. – Zagreb, 12. studenoga 1955.) bio je hrvatski pjesnik.

## Životopis

### Podrijetlo i djetinjstvo
Tin Ujević rođen je u Dizdara kuli u Vrgorcu. Njegovo puno ime bilo je Augustin Josip Ujević, po starom običaju župe imotskih Poljica, gdje su svoj pokrštenoj djeci davana dva imena. Njegov otac, Ivan Ujević, bio je učitelj rodom iz Krivodola u Imotskoj krajini, dok mu je majka Jerka Bračanka, iz mjesta Milne. Tin je rođen kao jedno od petero djece od kojih je dvoje umrlo još u djetinjstvu.
S očeve je strane mogao naslijediti određen književni talent, jer je ovaj, kao učitelj, bio sklon književnosti, te je i sam pisao. Prvih šest godina Ujević živio je u Vrgorcu.:85 U Vrgorcu je završio i prvi razred osnovne škole, a u drugom razredu njegova obitelj preselila se u Imotski gdje mu je otac premješten u gradsku pučku školu i gdje Tin nastavlja školovanje. Nakon Imotskoga obitelj se preselila u Makarsku gdje Ujević završava osnovnoškolsko obrazovanje. Godine 1902. odlazi u Split gdje se upisuje u klasičnu gimnaziju i živi u nadbiskupijskom sjemeništu. U svojoj trinaestoj godini počinje pisati pjesme od kojih ništa nije sačuvano (po njemu je njegovo prvo djelo kratak tekst Voda koji je završio u košu za smeće nekog urednika). Godine 1909. Tin maturira u Splitu s odličnim uspjehom, odriče se mogućnosti zaređenja te odlazi u Zagreb upisujući studij hrvatskog jezika i književnosti, klasične filologije, filozofije i estetike na Filozofskom fakultetu. Te iste godine, u ožujku, objavio je svoj prvi sonet "Za novim vidicima" u časopisu Mlada Hrvatska, a u listopadu mu je u istome časopisu objavljen sonet "Hrvatskim mučenicima".:88

### Političko djelovanje
Tin se od svog dolaska u Zagreb i druženja s mentorom Antunom Gustavom Matošem, te suvremenicima Krešom Kovačićem, Ljubom Wiesnerom i inima, isticao kao gorljivi pravaš, zalažući se za neovisnost Hrvatske i slom Austro-Ugarske Monarhije. Potom naglo i vatreno otkriva jugoslavensku ideju, koja mu se do tada kao hrvatskom nacionalistu uopće nije sviđala. Odlazi u Beograd kako bi tamo navodno studirao; umjesto toga za tamošnje novine piše političke pamflete o jugoslavenstvu. Godine 1912. iz Beograda dolazi u Split gdje je zajedno s hrvatskim književnikom i publicistom Milostislavom Bartulicom pokrenuo list Ujedinjenje, u kojem su obojica zbog članaka okarakteriziranih kao žestoka protudržavna retorika bili uhićeni i zatvoreni na nekoliko mjeseci. Dobivši 10-godišnji izgon iz Austro-Ugarske, te 1913. godine odlazi u Pariz, ubrzo u teškoj oskudici jer mu potreban novac nije došao ni iz Srbije, niti je dobio prigode drugdje objavljivati svoje članke. Možda da se riješi gladi i neimaštine, na početku Prvog svjetskog rata pristupa - zajedno s mladim srpskim književnikom i pripadnikom Crne ruke Vladimirom Gaćinovićem - Francuskoj legiji stranaca; u kojoj boravi tek kraće vrijeme - nejasno je, je li se tako dogodilo zbog njegovih zdravstvenih problema, ili stoga što je ocijenjeno da će borbi protiv Austrije Ujević bolje pomoći pišući protuastrijske članke.
Bio je član Jugoslavenske nacionalističke omladine, emigrantske organizacije povezane s Jugoslavenskim odborom, koja je promovirala projekt osnivanja jedinstvene jugoslavenske države nakon što bude završen Prvi svjetski rat. Nakon povratka iz Pariza 1919. kratko boravi u Zagrebu, gdje smatra da ga ne prihvaćaju oni koji bi mu mogli pomoći, te u Ispitu savijesti tada piše: Hrvatima se zamjerih, jer pokazivah prstom na rasnost i heroizam. Srbima se zamjerih, jer bijah odviše Jugoslaven i Evropejac. Neki me opet smatrahu defetistom, naročito u izvjesnim prilikama… No ja se ne iznevjerih barem ideji Narodnog jedinstva, supstratu za razne političke dosjetke i igre riječi. (Izabrana djela, 1979, Zagreb).:95
Godine 1920. odlazi za Beograd, gdje s manjim prekidima živi do 1929., aktivno sudjelujući u književnom i kulturnom životu grada. U tom razdoblju objavljuje svoje zbirke poezije Lelek sebra i Kolajna, niz pjesama u časopisima te velik broj kritičkih i političkih članaka. Od 1930. do 1937. živio je u Sarajevu i objavio je dvije zbirke pjesama, Auto na korzu i Ojađeno zvono. Potom tijekom tri godine u Splitu objavljuje knjige eseja Ljudi na vratima krčme i Skalpel kaosa. Godine 1940. vratio se u Zagreb, gdje se zaposlio u Glasilu hrvatskih namještenika Pravica.
Kasnije se razočarao u politiku unitarnoga jugoslavenstva i zauvijek odustao od političkih ambicija, predavši se do kraja književnosti i posebice poeziji. O rastanku s idejom jugoslavenskog jedinstva napisao je u svojoj pjesmi u prozi Drugovima: »Mi smo imali da budemo jedna vojska. Ali srca su naša, o drugovi, bila podvojena: vi ste tražili korist, a ja samo ljepotu... Liriku treba uzeti za ono što ona u mom slučaju jest: vjera u bolji život čovjeka i gibanje i potres vječite mladosti koja traje i hoće da živi u njemu. Tako i sama pjesma biva jedno vjerovanje: vjerovanje u vrijednosti duha i prevratnu snagu i sudbonosno trajanje života«.
Nakon uspostave NDH radio je kao prevoditelj u Ministarstvu vanjskih poslova, zbog čega će mu komunističke vlasti sve do kraja 1940-ih godina zabranjivati javno djelovanje. U Društvu hrvatskih književnika sredinom lipnja 1945. godine održano je neformalno suđenje književnicima koji su ostali u Zagrebu tijekom NDH-a, a među onima koji su optuženi uz Ujevića bio je i Dragutin Tadijanović, kojega su kaznili s dva mjeseca zabrane objavljivanja.:86 Ujević je bio proglašen ustaškim suradnikom, izbačen iz Društva hrvatskih književnika i osuđen na petogodišnju zabranu objavljivanja književnih djela.:86 Nakon toga 1950. u Zagrebu objavljuje Rukovet, a 1954. godine Žedan kamen na studencu, njegovo najopširnije djelo, u izdanju Društva hrvatskih književnika.
O Ujeviću je kritičar Jasen Boko napisao: Premda je u endehazijskoj slici stvarnosti diktiranoj genetskom slikom i krvnim zrncima Ujević svojom čistom vrgoračko-imotskom lozom imao sve predispozicije da postane veliki državni pjesnik, nekoliko je ozbiljnih problema stajalo kao prepreka njegovoj afirmaciji. Prvo, to su beogradski dani i pariška projugoslavenska faza; drugo, ne tako davno javno se deklarirao kao boljševik i komunist; treće, poezija mu je prehermetična i ne slavi nacionalne vrijednosti, što će ga i u socijalizmu pokopati jer ne slavi socijalističke vrijednosti; i četvrto, možda i najgore, nespreman je da bude dio sustava, ma kako se on zvao.

### Književnost
U početku vjerni obožavatelj Matoša, javno se odrekao tog svojega Rabbija (članci Cezar na samrti; Barres i Oinobarres, 1911.) i zametnuo polemiku s njim, jedinu polemiku koju je Matoš želio izbjeći, pa je na grube Ujevićeve napade odgovarao za sebe iznenađujućom mlakošću. Očito, bio mu je drag ovaj Discipulus, možda i zato što je osjećao njegov talent; a ni Ujević se nikada nije uspio do kraja rastati i udaljiti od Matoša, koliko god ga se odricao. Među njima je zauvijek ostala neka čudesna iracionalna veza. 
Pošao je dakle od Matoša i došao do Baudelairea, otkrivajući ga i prihvaćajući matoševskim iskustvima i poticajima. Ali, odrekavši se Učitelja, komu se mladi Ujević i mogao okrenuti ako ne Baudelaireu, osnivaču modernoga europskog pjesništva? "Bio je možda u meni jedan Baudelaire prije nego jedan Ujević." Napisao je tu rečenicu u eseju Mučeništvo života i raj u afionu. Smisao je jasan: Baudelaire nije njegov uzor, on je njegov dvojnik. Baudelaireovski ponor doživljavao je u sebi kao najdublju poetsku opsesiju ("Ponore! more povrh moje glave"), ali je tom ponoru suprotstavio visine, let prema suncu, prema zvijezdama, prema apsolutnom (“Visoki jablani”: egzemplarno simbolična pjesma filozofske vedrine). Tako je Ujević išao tragom Baudelairea: opirući mu se. Isti odnos imao je i prema Rimbaudu. Njegov dramatični “Ispit savjesti” (u Savremeniku 1923.) otkriva rimbaudovske dileme, koje konačno rješava antirimbaudovski: nije se odrekao umjetnosti i vratio urednom građanskom životu kao Rimbaud, nego se odrekao urednoga građanskog života da bi se sav posvetio svojoj sumnji, to jest umjetnosti, u koju je možda upravo zato toliko sumnjao jer je toliko vjerovao u nju.
U pariškim godinama je (i dalje) objavljivao novinske članke političke tematike u hrvatskim časopisima, ali piše i pjesme koje će kasnije izaći u zbirkama Lelek sebra (objavljena u Beogradu 1920.) i Kolajna (također objavljena u Beogradu 1926.), kao dva neopetrarkistička ljubavna brevijara (Krklecu će ipak pisati: "Zato me je i oštampanje “Kolajne”, u ovim prilikama i s takvim zadocnjenjem, toliko "contrarie", oneraspoložilo. No, uostalom, S.B.C., kojemu to ne odobravam nikako, i oštro prosvjedujem, jer nisam htio da ništa izdajem na tzv. srpskoj ćirilici...".). U pariškom razdoblju će Ujević predano izučavati srpski jezik, te će doista ove dvije zbirke na kraju objaviti na ćirilici i na srpskom jeziku. Nakon Matoševe smrti 1914. godine poslao je pomirljivi oproštajni članak Em smo Horvati.
Nakon povratka iz Pariza 1919. godine jedno vrijeme zadržao se u Zagrebu, odakle je otišao u Beograd, gdje je, s kraćim prekidima, živio do 1929. godine. Ondje se Ujević potpuno integrirao u Beogradske književne i kulturne krugove, koji ga zbog toga pamte kao (i) srpskog pjesnika.
Nakon odlaska iz Beograda objavljuje još zbirku Auto na korzu (1932.) i reprezentativni izbor svoga pjesništva Ojađeno zvono (1933.). Komunističke vlasti zabranile su mu - kao novinaru koji je bio stalni namještenik novinske agencije NDH "Velebit" 1945. godine javno djelovanje, pa je nekoliko godina živio kao anonimni prevoditelj. Tek izabranim pjesmama Rukovet (1950.), zaslugom Jure Kaštelana, koji ju je i priredio, Ujević se otkriva novom naraštaju čitatelja, a posljednjom zbirkom Žedan kamen na studencu (1954.) potvrdio je vodeće mjesto u hrvatskom pjesništvu. Osobenjačkim načinom života skrivao je tajnu svoje intimnosti, pa je godinama bio u središtu pozornosti posjetitelja boemskih kavana i gostionica u Beogradu (1920. – 1929.), Sarajevu (1930. – 1937.), Splitu (1937. – 1940.) i Zagrebu (od 1940.), gdje je, tim redom, proveo sve godine života od povratka iz Pariza 1919. godine do smrti u bolnici Sestre milosrdnice u Vinogradskoj ulici:85 1955. godine.
Čim se objavila u svojoj veličini, Ujevićeva poezija predstavila se kao izazov: i čitateljstvu i hrvatskoj književnoj, pjesničkoj tradiciji. I to dvostruki izazov, s dva suprotna predznaka. Jednu od njih prihvaća, ali ne zato da joj se pokori nego da se nadmeće s njom. Drugu otklanja i pobija. Hrvatska renesansna i barokna pjesnička riječ bila je glas europskoga kulturnog podneblja. S tim podnebljem Ujevića vežu i odgoj i naobrazba. To je dakle tradicija kojoj se obraća i kojoj želi pripadati. Zato u njegovu pjesništvu ima i renesansne razigranosti i neobarokne kićenosti. S preporodom u 19. stoljeću počinje hrvatsko nesretno zaostajanje. Hrvatski pjesnici kao da su u tom trenutku posumnjali u svoje pravo na estetsku autonomiju; svjesni težine povijesnog trenutka u kome se tada nalazio hrvatski narod, oni su preuzeli na se krupne nacionalne zadatke, podredivši im i svoje umjetničke želje. Nastaje oblik hibridne književnosti, koja u službi nacionalnih ciljeva zadovoljava političke i društvene potrebe, ali zanemaruje umjetnost. To pjesničko nasljeđe Ujević ne prihvaća i pobija.
Činjenica da se pjesnički oglasio 1909. godine u pravaškoj Mladoj Hrvatskoj (sonet “Za novim vidicima”), u društvu mladih koji su tvorili Matošev krug, ne pobija nego potvrđuje tu tvrdnju. Jer Matoš je poslije mnogih godina bio prvi dosljedni Europljanin u hrvatskoj književnosti, prvi koji se opet zagledao preko međa svoje male domovine, i ako je ičim privukao pozornost i pribavio odanost tadašnjih mladih literata, pribavio ju je tom značajkom svoje pojave. Do Ujevićeva najprije osobnog udaljavanja od Matoša, a zatim i književnog raskida s njim, doći će u trenutku kad je mladi, samouvjereni Discipulus pomislio, da Rabbiev raskid s hrvatskom zaostalom pjesničkom prošlošću patetičnog rodoljublja nije ni dostatno jasan ni dostatno iskren. Dakle ni dostatno odlučan.
Doba matoševskih soneta kao što su “Mrtva domovina” ili “Naše vile” ostalo je trajno za njim.
Ujević je u pjesmama ostvario snažne naglaske osobne tragike ("Svakidašnja jadikovka"), izrazio duboke tajne duhovne, netjelesne ljubavi (u “Kolajni”), ispjevao himničke psalmodije radu i ljudskom bratstvu ("Pobratimstvo lica u svemiru"; "Čin sputanih ruku"), skladao složene filozofske refleksivne orkestracije ("Riđokosi Mesije"), razvijao simbolične vizije svemirskih zvjezdanih prostranstava i čežnje za visinama ("Visoki jablani"), zanosio se raskošnom ditirambičnošću ("Svetkovina ruža") i predavao zreloj, mudroj staračkoj skrušenosti i sladogorkom pomirenju sa životom takvim kakav jest ("Molitva za koru kruha i zdjelu leće"; "Ganutljive opaske"; "Hymnodia to mou somati"). Pišući poeziju sad u rigorozno zatvorenoj formi, sad u nesputanoj otvorenosti slobodnog stiha, prožetu uvijek blistavim sjajem svježe imaginacije modernog intelektualca i erudita, Ujević je, kao nedostižni čarobnjak riječi, ostao dosljedno izvan svih književnih škola i struja, blizak svima a istodobno različit od svih, pa i kad je iskustvom nadrealističkih nastojanja prodirao u zaumlje, ili kad je propuštao u svoj stih zrnca ekspresionizma i dadaizma koje teže razaranju oblika. I kuštrava asocijativnost u nevezanom stihu i u pjesničkoj prozi, i retoričko-patetički nacionalni i društveni aktivizam u raspjevanom himničkom tonu: sve to tvori Ujevićev "pjesnički pluralizam", vidljiv već u njegovim prvim pjesničkim radovima (pjesma “Veliki početak”, 1913.).
Na neizgovoreno pritajeno pitanje: kako je moguća ovolika različitost u jedinstvenom pjesničkom djelu? Sam je odgovorio naslovom pjesničke proze: "Jedna sam osoba složena od više drugih". Da mu nije bilo osobito stalo do te tvrdnje, ne bi je ponovio u prvoj strofi svoje velike pjesme "Vasionac": 
"Sto glasova iz stotine grla,
iz dubina stostruke mi svijesti [...]". 
Jedan je dakle Ujević koji pjeva Molitvu Bogomajci za rabu božju Doru Remebot, drugi koji himničkim stihovima slavi tijelo iako je ono kuća grijeha, a neki sasvim treći je onaj koji, pomiren sa svim zlima svijeta, skrušeno i mudro moli: 
"Daj pravdu nama i neprijatelju,
dvije mrlje ulja u istome zelju". 
Upravo ovaj stih je dobar povod za upozoriti na mediteransko podrijetlo njegova djela. Ne samo poezija nego i sva njegova proza, i ne samo tematikom nego i onim što možemo nazvati životnim i životvornim prostorom djela, odiše jugom, južnim ozračjem, južnjačkom aromom i svjedoči o mediteranskom duhu pjesnikovu. (Nije slučajno napisao studiju Kreta, matica sredozemništva, 1944.) Od onoga već citiranog stiha iz “Kolajne” ("More! ponore [...]" etc.), preko brojnih metafora kao što su "nebo mora", "more kamena" do klasičnih izvora njegove inspiracije (kao što je ona velebna pjesma tijelu), znače privrženost mediteranskom podneblju i klasičnim temeljima antičke kulture, koji su tu sačuvani.
Od Dioklecijana do Markantuna Dominisa i od Luke Botića do splitskog ribara i tipičnog dalmatinskog "oriđinala" Danila Ćorka, s kojim se dnevno dopisivao, kroz Ujevićev opus mimohode baštinici drevne kulture Grka i Latina, koji na hrvatskim obalama ostaviše tragove svoga negdašnjeg svijeta i neumrlog duha. Prizivajući sjećanje na Marka Marulića, pjesnika "U versih harvacki" složene velike pjesme “Judite”, Ujević piše klasični “Oproštaj” (u Hrvatskoj mladoj lirici) klesanim jezikom i manirom hrvatskih staročakavskih pučkih začinjavaca Marulićeva vremena, budeći uspomenu i na slavnu hrvatsku "bašćinu" i na te klasične antičke temelje, na kojima su niknuli hrvatska kultura i hrvatska umjetnost. Davno je upozoreno, i to s punim pravom, da je taj sonet zapravo Ujevićev intimni, nacionalni i pjesnički program, po značenju srodan Matoševu sonetu “Mlada Hrvatska”; a upozoreno je i na to, također s razlogom, da ona "mlada plafca" koja se "usrid luke" sprema na novu plovidbu, podrazumijeva i Baudelaireov “Voyage”, baudelaireovsko putovanje za željama koje su slične oblacima i nedostižne kao oni. Tako se “Oproštaj” javlja kao ključna karika u zlatnom lancu Ujevićevih pjesama: spona koja ih trajno veže s antikom i s Mediteranom, s "bašćinom" i s modernitetom, s Hrvatskom i s Europom.
Bogatstvo duha, dubinu misaonih podviga, enciklopedijsku širinu tematskih interesa i solidnu obaviještenost o problemima kulture i umjetnosti: sve te osebine svoga intelekta obilno je rasuo i na nekoliko tisuća stranica književnokritičke i teorijske, esejističke, polemičke, feljtonističke, znanstveno-popularne i političkopublicističke proze, razbacane u stotinama publikacija, a reprezentativni izbor njegovih književnih studija i eseja ušao je u knjige Ljudi za vratima gostionice i Skalpel kaosa (obje 1938.). U njima se na specifični ujevićevski način sretno prožimlju osobne ispovijesti autobiografskog karaktera i bizarnost vlastitih stajališta o mnogim načelnim i praktičnim pitanjima umjetnosti, egzaktna povijesno-biografijska dokumentacija i lucidnost individualnog poniranja u stilskom jedinstvu pjesničke riječi. Čitajući njegovu poeziju, prizivamo u sjećanje dijelove njegovih eseja; a teško bismo mogli govoriti o njegovim esejima a da ne potražimo oslonac u njegovoj poeziji.
Iako u široj javnosti po tome nije prepoznat, Ujević je napisao obujmom ne preveliku, ali vrlo vrijednu pjesničku prozu, s izvornom stvaralačkom snagom. Neke od tih pjesama u prozi su nešto poznatije, kao "Uspavanka iz Krivodola", dok je mnogima nepoznata ostala pjesnička proza istinske veličine i značaja poput "Predigra bure", "Pjesma o biseru", "Utjeha", "Živci" i "Priznanje" - pjesma u prozi čijim je prijevodom Tin predstavljen i na pjesničkoj večeri u New Yorku 2007. godine. Taj međunarodni događaj u čast Tina Ujevića organizirala je Marylin Cvijić, a bio je u Bowery Poetry Clubu, u New Yorku, 21. travnja, 2007. godine. Svjesni nepravedne zapostavljenosti Tinove pjesničke proze, Društvo hrvatskih književnika objavilo je 2000. godine kao posebnu knjigu Tina Ujevića Pjesme u prozi.

## Anegdote
Tin Ujević je kao nijedan hrvatski književnik poznat po brojnim zgodama i anegdotama. Ovdje navodimo samo neke:
- Jednom, dok je spavao na klupi u parku, Ujevića je probudio lokalni policajac. No, čim je vidio da je riječ o tada već slavnom književniku, počeo se žurno ispričavati. "Ma ne morate mi se ispričavati", rekao je Ujević, "iako bi bio red da ste prvo probudili podstanara", aludirajući na beskućnika koji je spavao pod klupom.
- Ujević nije volio sudjelovati u razgovorima za vrijeme brijanja u brijačnici. Svejednako, brijač mu je često dosađivao forsiranim razgovorima. Jednom ga brijač upita: "Kako hoćete da vas obrijem?". - "Bez riječi" - odgovori mu mirno Ujević.
- Ujevića, koji je ostao neženja do kraja života, neki prijatelji upitaše, zašto se ne ženi. "Ljudi se trebaju ženiti, bogovi mogu, a pjesnici ne smiju" - odgovori im Ujević.
- Jednom prigodom, vraćajući se vlakom iz Pariza, a nakon vrlo bogate zakuske i degustacije vina, Ujević je ušao u vlak i upitao: "Je li ovo prvi razred?". Gospodin koji je sjedio odmah lijevo i imao sa sobom šareni kišobran, odgovorio je: "Da." Tada se Ujević naklonio, nasmiješio, podignuo obrvu i rekao: "Drago mi je, ja sam vaš novi učitelj."
- Kako je Ujević bio iznimno domišljat i lucidan dobro prikazuje sljedeća anegdota. Jedan veseljak iz njegovog društva, vidjevši ga kako s praznom čašom stoji u gostionici, prišao mu je i rekao: "Slaži nešto na brzinu i platit ću ti špricer". Ujević ga i ne pogleda i već mu preko ramena dobaci: "Ne, prijatelju, rekao si dva!". Kako je upravo trenutačno slagao, ovaj šaljivdžija mu je morao platiti piće.

## Za života objavljena važnija djela
- Lelek sebra, Beograd, 1920.
- Kolajna, Beograd, 1926.
- Auto na korzu, Nikšić, 1932.
- Ojađeno zvono, Matica hrvatska, Zagreb, 1933.
- Skalpel kaosa: iskopine iz sedre sadašnjice, Zagreb, 1938.
- Ljudi za vratima gostionice, Društvo hrvatskih književnika, Zagreb, 1938.
- Rukovet, Zora, Zagreb, 1950.
- Žedan kamen na studencu, Društvo hrvatskih književnika, Zagreb, 1954.

## Nagrade i manifestacije
- Iako sam za života nije dobio nijednu književnu nagradu, danas se mnoge književne svetkovine zovu njegovim imenom.
- Njegovim imenom je nazvana i najveća hrvatska pjesnička nagrada, nagrada "Tin Ujević".
- Njemu u čast, u rodnom mu Vrgorcu se održava manifestacija "S Tinom u Vrgorcu".

U Hrvatskoj se 2019. godine u književnim krugovima razmišlja o stanovitoj manifestaciji posvećenoj Ujeviću, a projekt bi financijski bio poduprijet iz proračuna EU za kulturu.

## Knjige i filmovi o Tinu Ujeviću
- TV-film autora Mate Ganze, Sjećanje na Tina.
- Pobratimstvo lica u nemiru - pjesnici Tinu Ujeviću - knjiga posvećenih pjesama hrvatskih pjesnika Tinu, priredio Mladen Vuković, HKD Napredak, Split, 2000.
- Tin Ujević - san i ludilo - knjiga s CD-om, scenski kolaž, priredio Zvonimir Mrkonjić, AGM, Zagreb, 2007.

## Spomenici
Središnji Tinov spomenik je onaj na glavnom trgu - Trgu Matice hrvatske u Imotskom, otkriven 5. srpnja 1980. godine, koji je djelo Kruna Bošnjaka, akademskog kipara. Tin također ima spomenike u rodnom Vrgorcu, Makarskoj, Zagrebu, te u zavičajnom Krivodolu, a najavljeno je i postavljanje spomenika njemu u čast na Poljani Tina Ujevića u Splitu. Po jedna ulica u Sarajevu i Beogradu nose njegovo ime.

## Vanjske poveznice
- Izabrane pjesme
- Pjesme na hrvatskom i engleskom jeziku
- Tinova poezija
- Kratki životopis (u međumrežnoj pismohrani archive.org 10. siječnja 2009.)
- Šačica Tinovih pjesama